# 자우어크라우트
자우어크라우트(독일어: Sauerkraut→신 양배추)는 독일을 비롯한 중앙유럽, 동유럽 지역에서 먹는 양배추 발효식품이다. 여러 가지 음식에 부식으로 곁들여 먹으며, "아이스바인과 자우어크라우트"가 독일의 국민 음식 가운데 하나로 여겨진다.

## 이름
독일어 "자우어크라우트(Sauerkraut)"는 "시다"라는 뜻의 형용사 "자우어(sauer)"와 독일 남부 지역에서 "배추, 양배추"를 뜻하는 명사 "크라우트(Kraut)"가 합쳐진 말이며, "신 양배추"라는 뜻이다.
지역에 따라 여러 이름으로 불린다:
- 네덜란드·벨기에: 쥐르콜(네덜란드어: zuurkool), 주르모스(림뷔르흐어: zoermoos)
- 독일·리히텐슈타인·스위스·오스트리아: 자우어크라우트(독일어: Sauerkraut), 자우어콜(독일어: Sauerkohl)
- 라트비아: 스카베티 카포스티(라트비아어: skābēti kāposti)
- 러시아: 크바셰나야 카푸스타(러시아어: квашеная капуста)
- 루마니아·몰도바: 바르저 무라터(루마니아어: varză murată), 바르저 아크러(루마니아어: varză acră)
- 룩셈부르크: 자우어머우스(룩셈부르크어: Sauermous)
- 리투아니아: 라우긴티 코푸스타이(리투아니아어: rauginti kopūstai)
- 몬테네그로·보스니아 헤르체고비나·세르비아·크로아티아: 키셀리 쿠푸스(세르보크로아트어: kiseli kupus)
- 벨라루스: 카푸스타 크바샤나야(벨라루스어: капуста квашаная)
- 북마케도니아: 라솔(마케도니아어: расол), 키셀라 젤카(마케도니아어: кисела зелка)
- 불가리아: 키셀로 젤레(불가리아어: кисело зеле)
- 슬로바키아: 키슬라 카푸스타(슬로바키아어: kyslá kapusta)
- 슬로베니아: 키슬로 젤리에(슬로베니아어: kislo zelje)
- 아제르바이잔: 캘램 투르슈수(아제르바이잔어: kələm turşusu)
- 알바니아·코소보: 라커르 투르시(알바니아어: lakër turshi)
- 에스토니아: 하푸캅사스(에스토니아어: hapukapsas)
- 우크라이나: 크바셰나 카푸스타(우크라이나어: квашена капуста)
- 체코: 키사네 젤리(체코어: kysané zelí)
- 폴란드: 카푸스타 크바쇼나(폴란드어: kapusta kwaszona)
- 프랑스: 슈크루트(프랑스어: choucroute), 수르흐루트(알자스어: Suurchrut)
- 헝가리: 셔버뉴 카포스터(헝가리어: savanyú káposzta)

## 역사
양배추를 발효시킨 음식은 카토의 《데 아그리 쿨투라》 등 고대 로마 시기의 문헌에서 처음 언급된다. 중앙유럽의 자우어크라우트에 관한 기록은 1270년 《마이어 헬름브레히트》에 언급된다.
1772년 제임스 린드는 독일인들이 오랜 항해 동안 발효된 음식을 먹는 것에 대해 묘사하면서 발효된 양배추를 만드는 방법에 대해 공정에 대하여 기록한 바 있다. 1776년 제임스 쿡은 자우어크라우트를 병사들에게 먹이면 괴혈병을 예방할 수 있음을 알아내 훈장을 받기도 했다.

## 만들기
"자우어크라우트 항아리(Sauerkrauttopf 자우어크라우트토프[*])"나 "발효 항아리(Gärtopf 게어토프[*])"라 불리는 항아리에 채썬 양배추와 소금을 넣고 "양배추 누르개(Krautstampfer 크라우트슈탐퍼[*])"로 꾹꾹 눌러가며 담는다. 위에 무거운 것을 올려 누르고 뚜껑을 닫은 뒤 며칠에서 몇 주 정도 발효시키는데, 이때 김치와 마찬가지로 젖산 발효가 이루어진다. 두송자, 캐러웨이 등 향신료를 첨가하기도 하며, 백포도주를 첨가하기도 한다. 포도주를 넣어 만든 자우어크라우트는 바인자우어크라우트(Weinsauerkraut)라 부른다. 동유럽에서는 양배추와 함께 채썬 당근을 넣어 만들기도 한다. 동남유럽에서는 양배추를 채썰지 않고 염장 발효한 통양배추절임을 먹는다.

## 영양
자우어크라우트는 비타민 C와 K가 풍부하며, 칼슘, 마그네슘, 엽산, 철분, 포타슘 등 무기질과 식이 섬유 또한 많이 함유하고 있다. 저온 살균이나 조리 과정을 거치지 않은 자우어크라우트는 젖산균과 효소를 함유한다.

## 사진

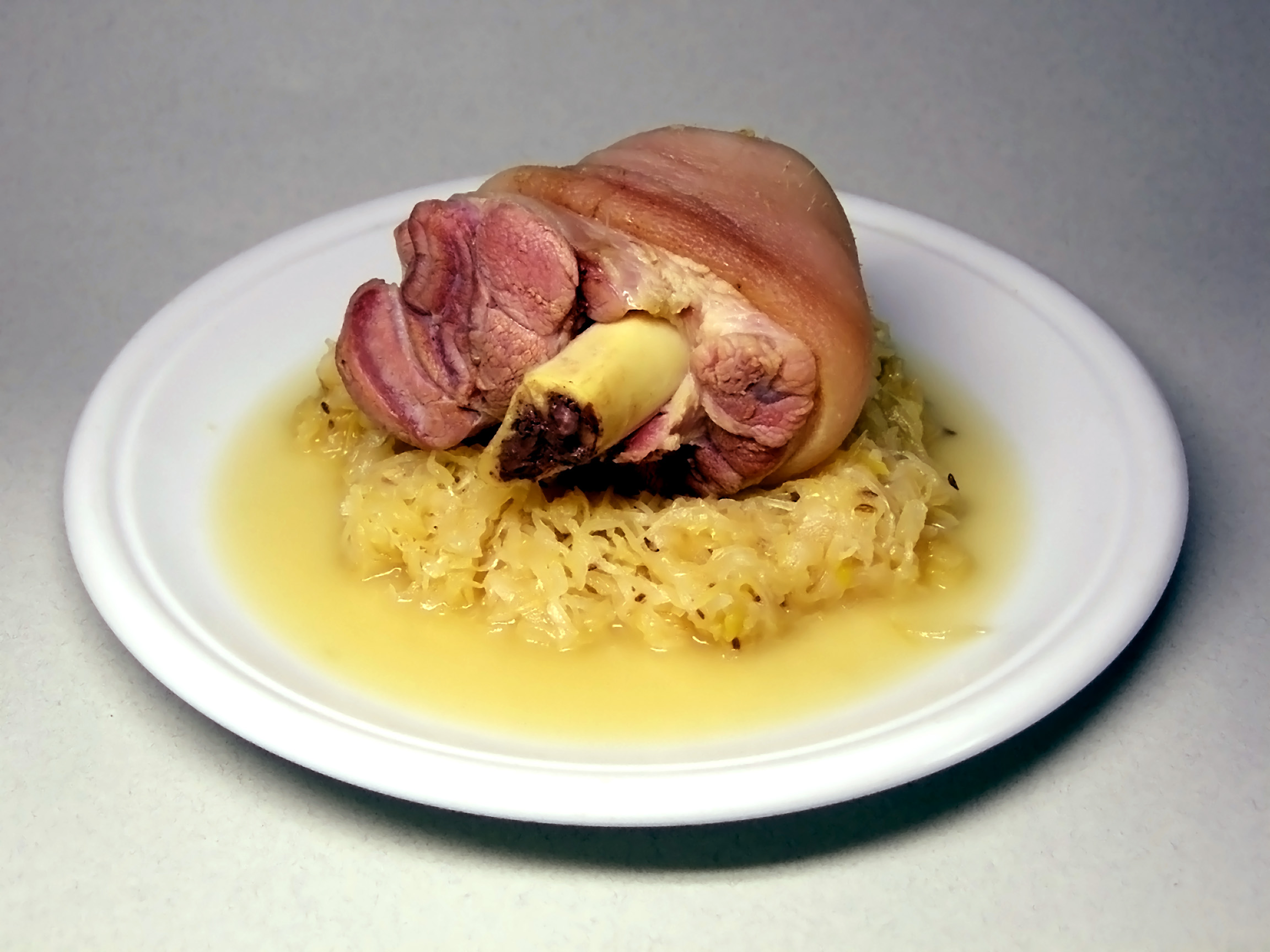
아이스바인과 자우어크라우트
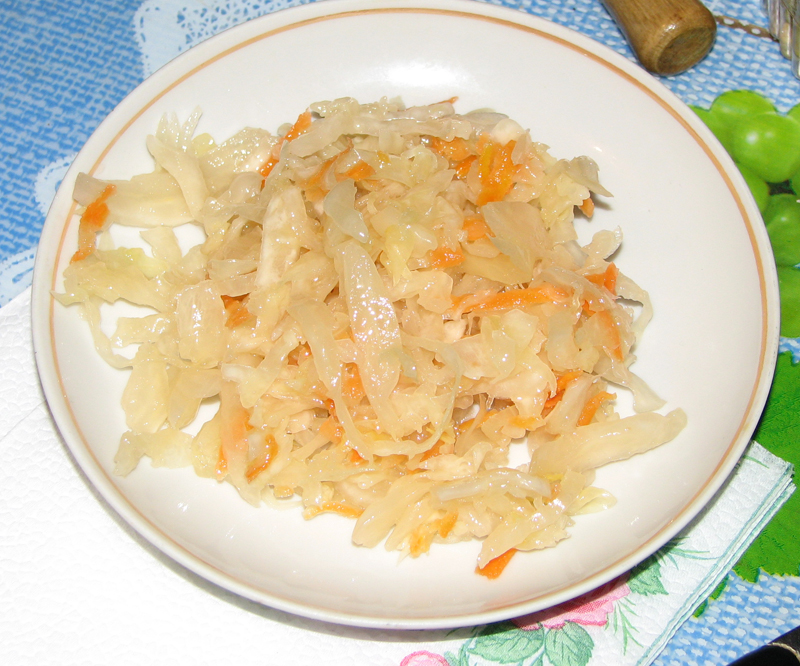
당근이 들어간 동유럽식 자우어크라우트

## 같이 보기
- 김치
- 베프르조 크네들로 젤로
- 슈크루트
- 쏸차이
- 피클